# باغ سنگک
باغ سنگک (به لاتین: Bagh-e Sangak) یک منطقهٔ مسکونی در افغانستان است که در ولسوالی خواهان واقع شده‌است.